# Клаусен, Эрик
Э́рик Кла́усен (дат. Erik Clausen; 7 марта 1942, Копенгаген — 30 октября 2024, Копенгаген, Ховедстаден) — датский кинорежиссёр, сценарист, продюсер, актёр, поэт, драматург и музыкант.

## Биография
Начинал свою карьеру в искусстве как музыкант. В творческом содружестве с Лейфом Сильвестером Петерсеном создал сначала уличный политический театр, а после — рок-группу «Красная мама», исполняющую песни на остросоциальные темы. В 1981 году дебютирует как кинорежиссёр. Часто в основу его картин ложатся мотивы собственной биографии. Сценарист и актёр большинства своих фильмов.
Умер 30 октября 2024 года в возрасте 82 лет после продолжительной болезни.

## Избранная фильмография

### Режиссёр
- 1981 — Цирк «Касабланка» / Cirkus Casablanca
- 1982 — Феликс / Felix
- 1983 — / Rocking Silver
- 1986 — Человек на луне / Manden i månen
- 1988 — Рами и Юлия / Rami og Julie
- 1989 — Я и моя мама / Mig og mama mia
- 1993 — Вырвавшиеся на свободу / De frigjorte
- 1994 — Моё детство на Фюне / Min fynske barndom (о юности композитора Карла Нильсена)
- 1996 — Танго / Tango
- 2000 — / Slip hestene løs
- 2004 — Вилла «Паранойя» / Villa paranoia
- 2007 — Временное освобождение / Ledsaget udgang (участник основного конкурса XXIX Московского международного кинофестиваля)
- 2010 — Условно-досрочное освобождение / Frihed på prøve
- 2015 — Люди будут съедены / Mennesker bliver spist

## Признание
- 1986 — премия «Бодиль» за лучший датский фильм («Человек на луне»)
- 1990 — особое упоминание Премии Детского фонда ООН 40-го Берлинского международного кинофестиваля («Я и моя мама»)
- 1994 — премия «Бодиль» за лучший датский фильм («Вырвавшиеся на свободу»)